# Мацапура, Николай Иванович
Никола́й Ива́нович Мацапу́ра (10 августа 1900, Радомышль — 3 января 1974, Киев) — советский (украинский) искусствовед, шевченковед, член Союза художников УССР (с 1965). Директор Государственного музея Т. Г. Шевченко (1944—1950; впоследствии заместитель директора по научной части), директор Дома-музея Т. Г. Шевченко в Киеве (с 1953 до пенсии в 1956 году).

## Биография
Николай родился 10 августа 1900 года в Радомышле. В 19 лет окончил Радомышльскую мужскую гимназию и сразу же мобилизовался в Рабоче-крестьянскую Красную армию.
Бо́льшую часть своей жизни был связан с музеями и с творчеством Тараса Шевченко. С 1933 года работал был заведующим мемориальным отделом НИИ Т. Шевченко. Впоследствии не раз повышал свою квалификацию, в 1941 году в Ленинграде окончил курсы научных работников художественных музеев. В начале Великой Отечественной войны Николай Иванович руководил эвакуацией экспонатов Галереи картин Т. Шевченко и предметов из двух киевских музеев: Центрального музея Т. Г. Шевченко и Дома-музея Т. Г. Шевченко.
Скончался Николай Мацапура 3 января 1974 года и был похоронен на Берковецком кладбище.
Личное дело хранится в Российском Государственном архиве литературы и искусства.

## Публикации
Автор ряда научных трудов. В частности, 7-го — 10-го томов Полного собрания сочинений Т. Г. Шевченко в 10-ти томах (1961).

## Награды и премии
- Почётная грамота Комитета по делам искусств при СНК СССР (1942);
- Медаль «За доблестный труд в Великой Отечественной войне 1941—1945 гг.» (1944);
- Почётная грамота Комитета по делам культурно-просветительных учреждений УССР (1949);
- Благодарность Правления Украинского общества культурной связи с заграницей (1956).

## Увековечение памяти
- На 110-летие со дня рождения Н. Мацапуры в Национальном музее им. Тараса Шевченко прошёл вечер памяти на котором прошла выставка посвящённая Н. И. Мацапуре.
- В 2011 году вышел в свет сборник воспоминаний об Н. И. Мацапуре «Дослідник на нивi шевченкознавства».